# 모계 영향 유전
모계 영향 유전(maternal effect, Maternal Effect Genes; MEG)은 어머니의 유전자형에 따라 자식의 표현형이 결정되는 유전현상이다. 이는 mRNA나 단백질에 의해 일어나는 특정 유전현상은 수정란에 mRNA나 단백질과 같은 세포질을 제공하는 것이 어머니의 생식세포인 난자이기 때문에 일어난다.
이와 같은 원리로 일어나는 유전현상으로 모계 유전(Maternal Inheritance)이 있다.